# 瓦西里耶夫卡农村居民点 (伏尔加格勒州)
瓦西里耶夫卡农村居民点（俄语：Васильевское сельское поселение）是俄罗斯联邦伏尔加格勒州十月区所属的一个农村居民点。其下辖有2个居民点，行政中心为瓦西里耶夫卡。据2016年统计，该农村居民点的人口为446人。